# Thalys

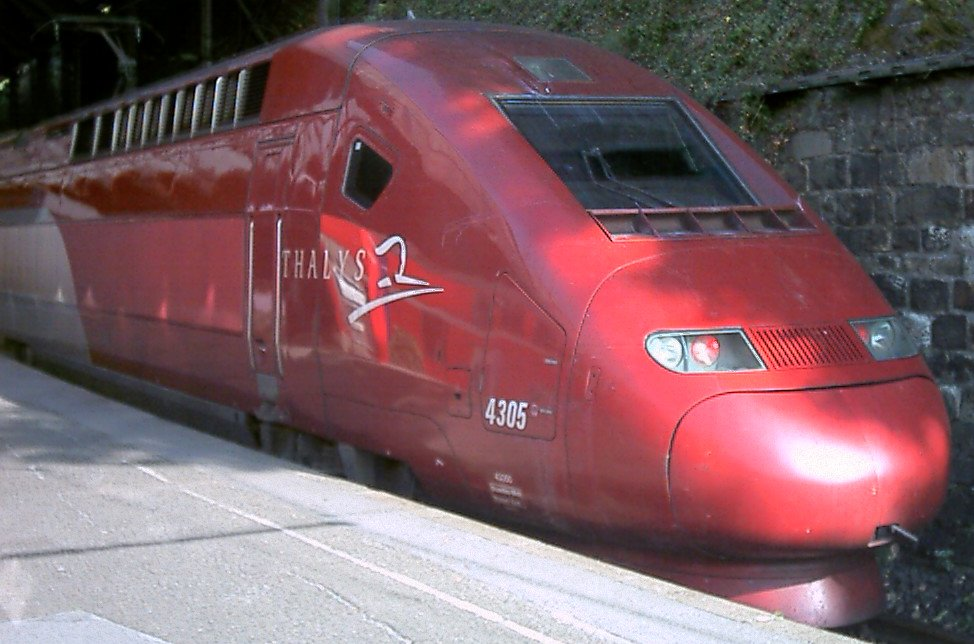
Tren Thalys, tip PBKA, în Aachen

Thalys este numele unei companii feroviare ce asigură legături internaționale cu trenuri de mare viteză între Franța, Belgia, Țările de Jos și Germania. 

## Compania
Thalys International, compania ce asigură exploatarea comercială, este o societate belgiană cu sediul la Bruxelles. Acționarii companiei sunt SNCF cu 62%, SNCB cu 28% și DB cu 10%. Compania colaborează cu compania olandeză de căi ferate pentru asigurarea serviciului în Țările de Jos. Compania a fost fondată în 1999 prin transformarea companiei Westrail International, o filială comună a SNCF și SNCB fondată în 1995.
În 31 martie 2015, SNCF și SNCB au înființat THI Factory, o entitate care a preluat operarea trenurilor sub marca Thalys în Franța și Belgia de la acționari. Această nouă societate este controlată de SNCF (60%) și SNCB (40%).

## Destinații și servicii
Principalele orașe deservite de Thalys sunt:
- Paris (Paris-Nord)
- Bruxelles (Gara Bruxelles-Sud)
- Anvers
- Rotterdam
- Amsterdam
- Liège (Gara Liège-Guillemins)
- Gent
- Bruges
- Aachen
- Köln

50% din cifra de afaceri a companiei este realizata pe relația Paris-Bruxelles, legătură deservită de 25 trenuri pe zi. Timpul călătoriei de la Paris  până la Bruxelles este de o oră și 22 de minute, pentru o distanță de aproximativ 300 km. Timpul călătoriei între Paris și Koln este de 3 ore și 15 minute iar între Paris și Amsterdam este de 3 ore și 18 minute.
În Olanda Thalys deservește și Aeroportul Amsterdam Schiphol astfel că unele companii din alianța SkyTeam utilizează serviciile Thalys pentru a asigura legăturile cu Bruxelles și Anveres.  
În Franța Thalys asigură legături sezoniere cu regiunile turistice din sudul Franței, principalele gări deservite fiind Marsilia și Avignon în timpul verii și Bourg Saint-Maurice iarna.
Pe relația Paris-Bruxelles, compania a lansat în 2016 serviciul Izy, care presupune folosirea liniilor clasice în Franța și un standard de servicii mai redus (prin renunțarea la Wi-Fi, la vagonul restaurant și la programul de fidelitate) pentru a oferi bilete mai ieftine decât cele Thalys. Durata traseului pe acest serviciu este de 2 ore și 15 minute, datorită vitezei mai mici pe liniile clasice.

## Rețea
Rețeaua Thalys este organizată în jurul liniei de mare viteză  Paris-Bruxelles (LGV Nord în Franța și LMV 1 în Belgia), linie utilizată și de trenuri Eurostar Paris/Bruxelles-Londra (prin Lille) și trenuri TGV franceze către nordul Franței și Bruxelles. 
În Belgia trenurile cu destinația Germania utilizează linia LMV 2 Louvain-Liège, linie utilizată de asemenea și de trenurile ICE și de trenurile expres belgiene, precum și linia LMV3 Liège-Aachen. Legătura de 34 km Bruxelles-Louvain este asigurată pe linii clasice modernizate ce permit viteze maxime de 200 km/h. 
Din 13 decembrie 2009, Thalys circulă pe o nouă linie de mare viteză, între Anvers și Amsterdam (LMV 4 în Belgia și HSL Zuid în Olanda) .

## Trenuri
Trenurile Thalys sunt similare trenurilor TGV franceze, fiind adaptate caracteristicilor diferite ale rețelelor electrice și sistemelor de semnalizare din fiecare țară traversată. 
Ramele sunt de 2 tipuri diferite, în funcție de caracteristici, și astfel de destinație:
- ramele PBA sunt tricurent și funcționează pe linia Paris-Bruxelles-Amsterdam
- ramele PBKA sunt cvadricurent și deservesc și Köln (de unde și numele Paris-Brussels-Köln-Amsterdam).

Thalys International exploatează 27 de rame repartizate astfel:
| Tip  | Curent       | SNCF | SNCB | DB | NS |
| PBKA | cvadricurent | 6    | 7    | 2  | 2  |
| PBA  | tricurent    | 10   | 0    | 0  | 0  |

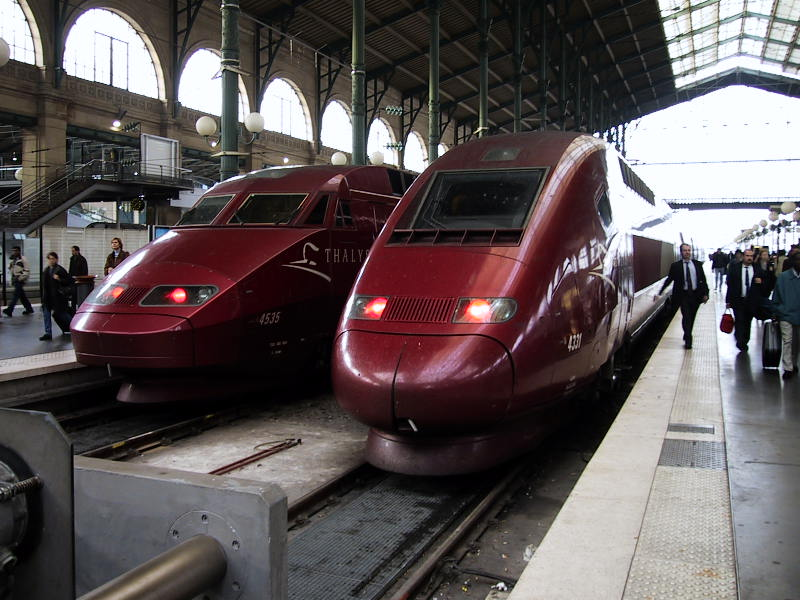
Comparație între trenurile de tip PBA și PBKA
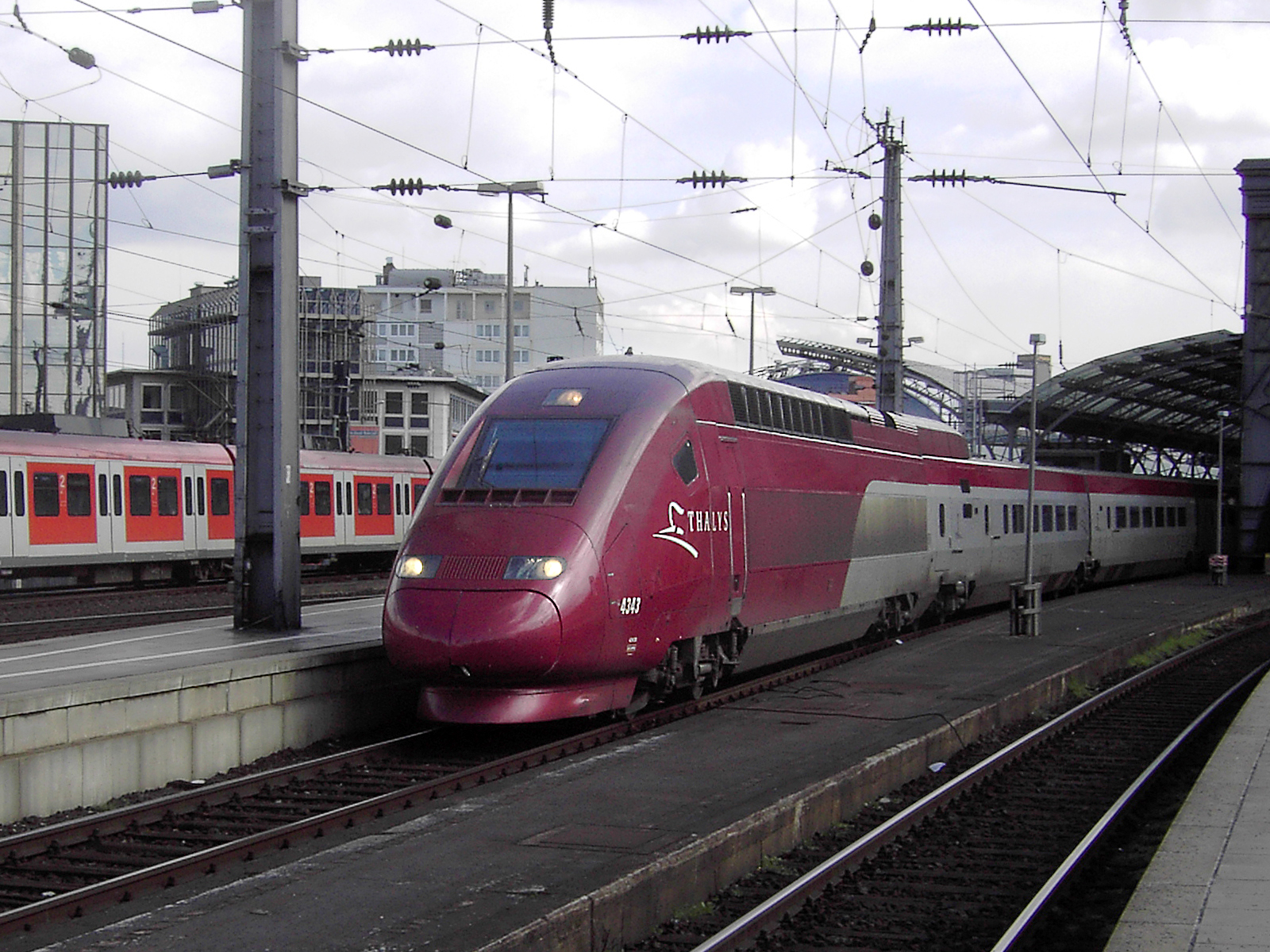
Thalys plecând din gara Köln Hbf.
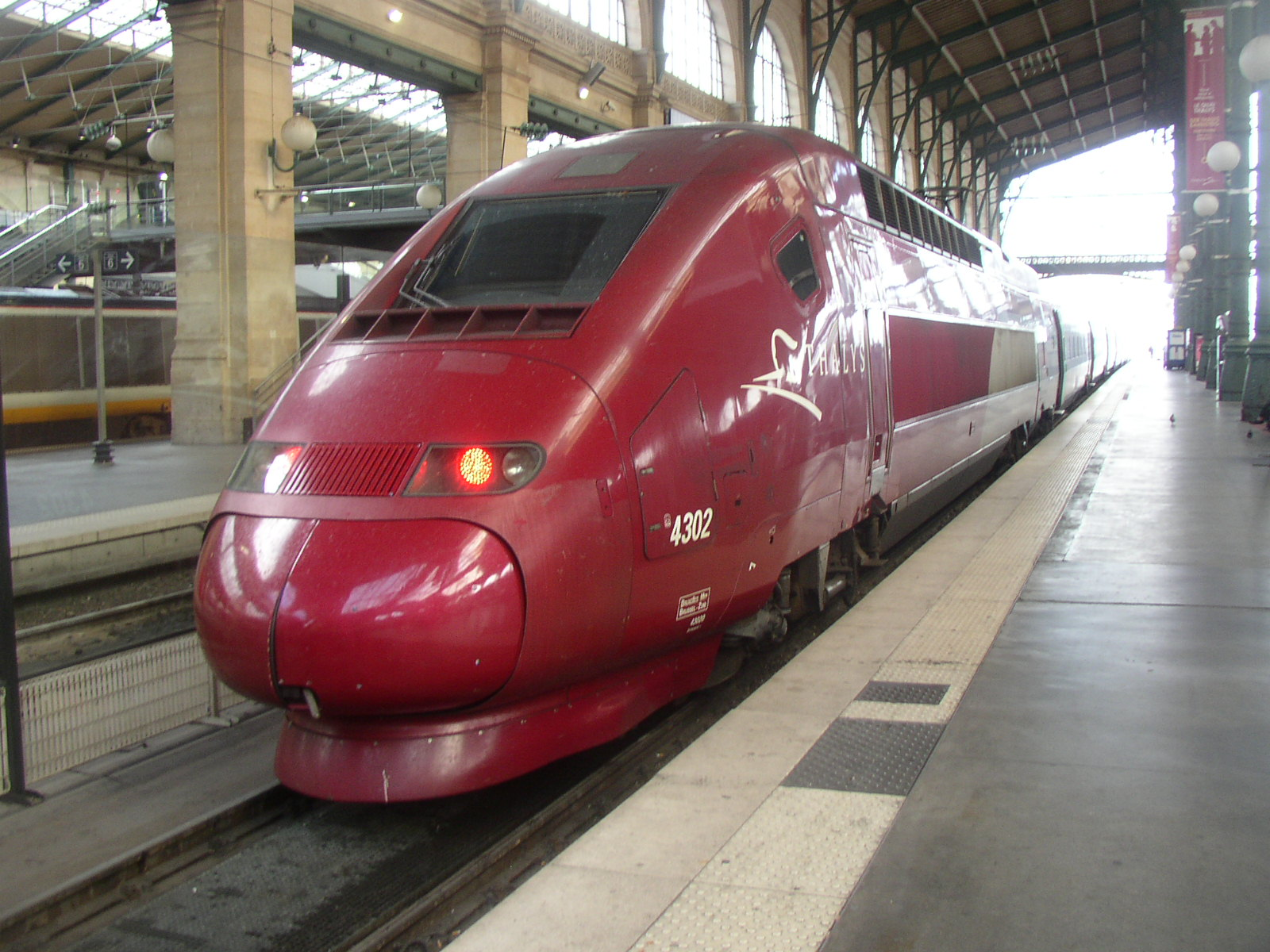
Thalys în gara Paris-Nord
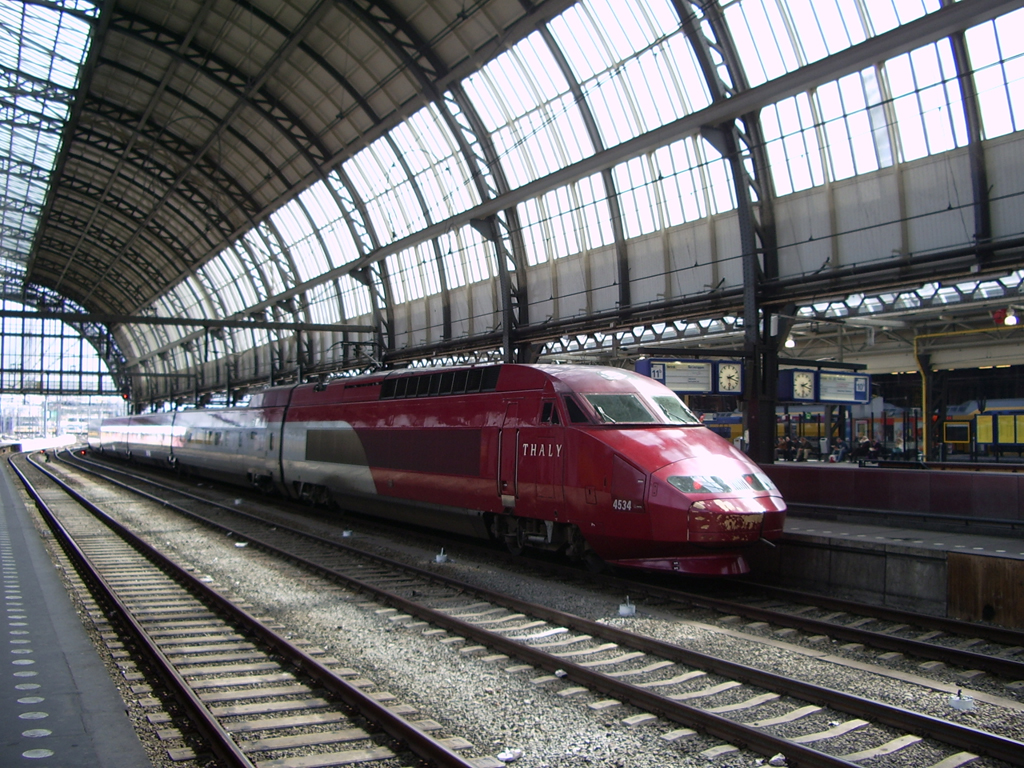
Thalys în Amsterdam
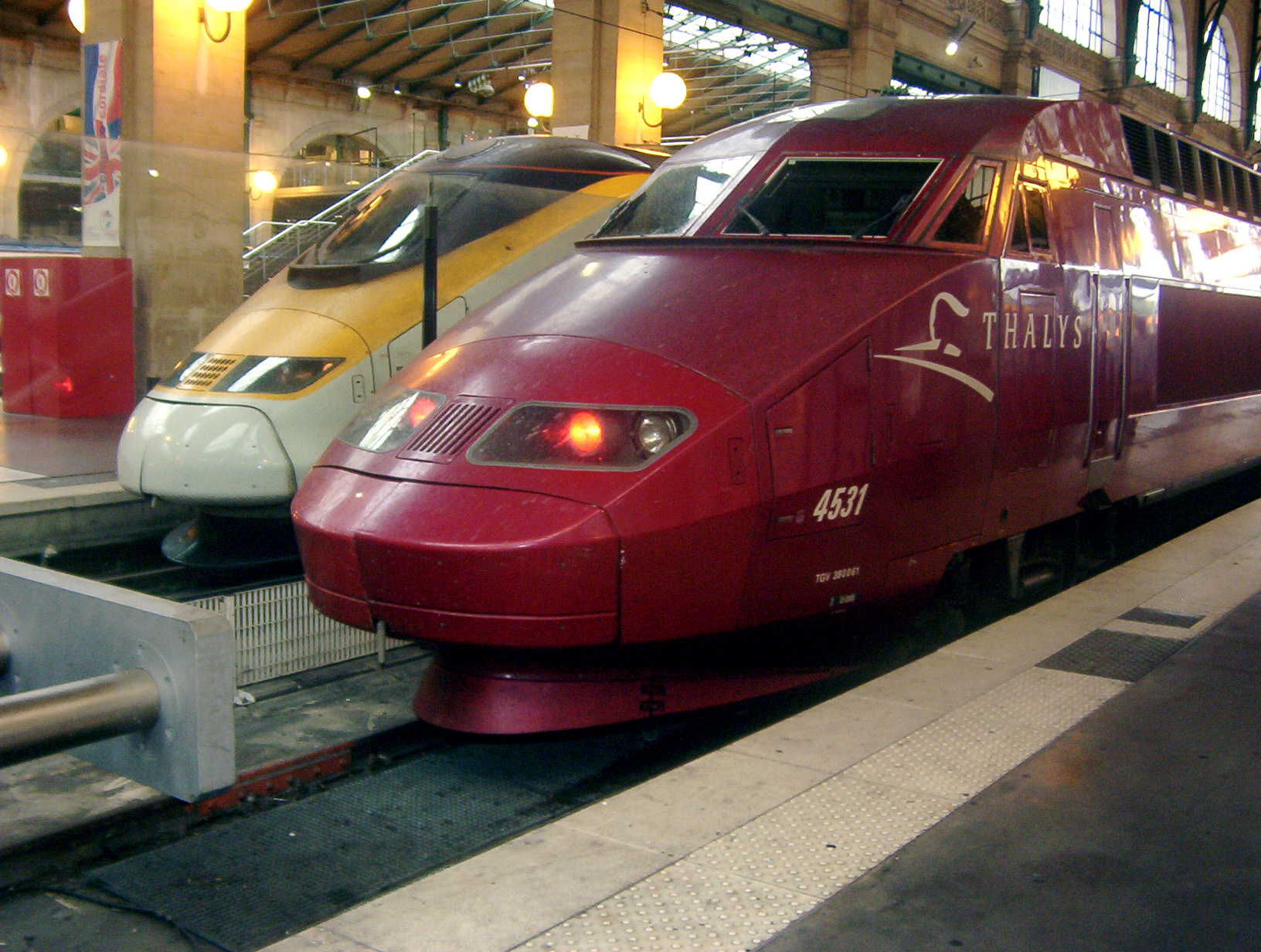
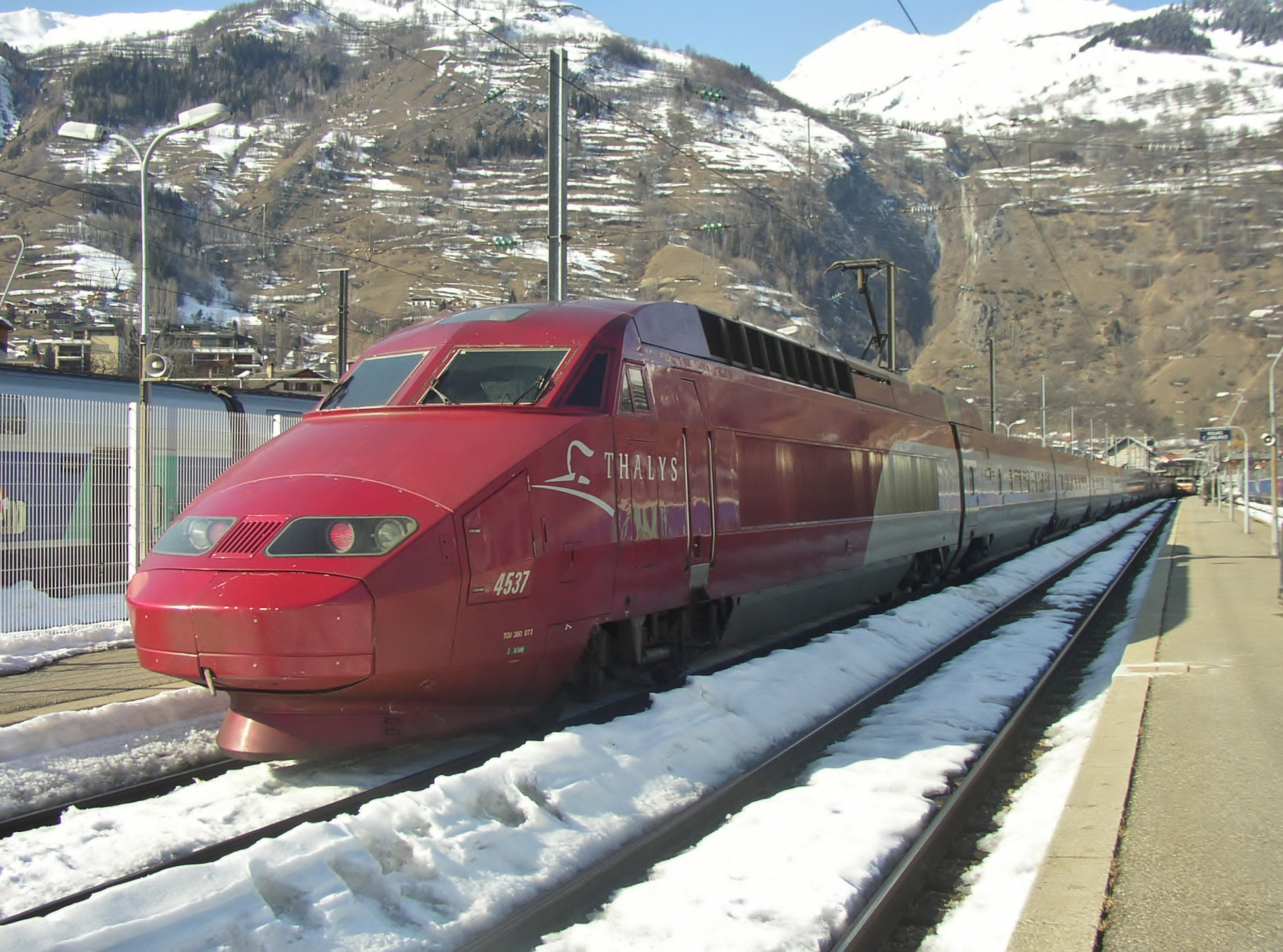